# جزيرة سانتا كروز (كاليفورنيا)
جزيرة سانتا كروز (بالإنجليزية: Santa Cruz Island)‏ و (بالإسبانية: Isla Santa Cruz)‏ هي إحدى جزر القناة في كاليفورنيا وتعتبر أكبر جزرها، وهي أكبر الجزر المطلة على كاليفورنيا وتبلغ مساحتها 250 كلم مربع، إدارياً هي جزء من مقاطعة سانتا باربارا، يقصدها السياح لغرض الاصطياف، تتميرز هذه الجزيرة بتواجد حيوان ثعلب الجزر فيها.

## المناخ
يظهر الجدول التالي التغييرات المناخية على مدار السنة لجزيرة سانتا كروز:
| البيانات المناخية لـجزيرة سانتا كروز | البيانات المناخية لـجزيرة سانتا كروز | البيانات المناخية لـجزيرة سانتا كروز | البيانات المناخية لـجزيرة سانتا كروز | البيانات المناخية لـجزيرة سانتا كروز | البيانات المناخية لـجزيرة سانتا كروز | البيانات المناخية لـجزيرة سانتا كروز | البيانات المناخية لـجزيرة سانتا كروز | البيانات المناخية لـجزيرة سانتا كروز | البيانات المناخية لـجزيرة سانتا كروز | البيانات المناخية لـجزيرة سانتا كروز | البيانات المناخية لـجزيرة سانتا كروز | البيانات المناخية لـجزيرة سانتا كروز | البيانات المناخية لـجزيرة سانتا كروز |
| الشهر                                | يناير                                | فبراير                               | مارس                                 | أبريل                                | مايو                                 | يونيو                                | يوليو                                | أغسطس                                | سبتمبر                               | أكتوبر                               | نوفمبر                               | ديسمبر                               | المعدل السنوي                        |
| ------------------------------------ | ------------------------------------ | ------------------------------------ | ------------------------------------ | ------------------------------------ | ------------------------------------ | ------------------------------------ | ------------------------------------ | ------------------------------------ | ------------------------------------ | ------------------------------------ | ------------------------------------ | ------------------------------------ | ------------------------------------ |
| الدرجة القصوى °ف (°م)                | 86 (30)                              | 86 (30)                              | 94 (34)                              | 96 (36)                              | 101 (38)                             | 109 (43)                             | 109 (43)                             | 105 (41)                             | 104 (40)                             | 103 (39)                             | 97 (36)                              | 89 (32)                              | 109 (43)                             |
| متوسط درجة الحرارة الكبرى °ف (°م)    | 64 (18)                              | 64 (18)                              | 65 (18)                              | 67 (19)                              | 69 (21)                              | 71 (22)                              | 73 (23)                              | 74 (23)                              | 74 (23)                              | 72 (22)                              | 68 (20)                              | 64 (18)                              | 69 (21)                              |
| المتوسط اليومي °ف (°م)               | 53 (12)                              | 54 (12)                              | 56 (13)                              | 58 (14)                              | 60 (16)                              | 63 (17)                              | 66 (19)                              | 66 (19)                              | 65 (18)                              | 62 (17)                              | 56 (13)                              | 52 (11)                              | 59 (15)                              |
| متوسط درجة الحرارة الصغرى °ف (°م)    | 41 (5)                               | 44 (7)                               | 46 (8)                               | 48 (9)                               | 51 (11)                              | 54 (12)                              | 58 (14)                              | 58 (14)                              | 56 (13)                              | 51 (11)                              | 44 (7)                               | 40 (4)                               | 49 (9)                               |
| أدنى درجة حرارة °ف (°م)              | 24 (−4)                              | 25 (−4)                              | 30 (−1)                              | 33 (1)                               | 38 (3)                               | 41 (5)                               | 45 (7)                               | 43 (6)                               | 42 (6)                               | 31 (−1)                              | 30 (−1)                              | 20 (−7)                              | 20 (−7)                              |
| الهطول إنش (مم)                      | 3.5 (89)                             | 4.1 (100)                            | 3.2 (81)                             | 1.0 (25)                             | 0.3 (7.6)                            | 0.1 (2.5)                            | 0 (0)                                | 0.1 (2.5)                            | 0.3 (7.6)                            | 0.8 (20)                             | 1.6 (41)                             | 2.9 (74)                             | 18 (460)                             |
| المصدر: The Weather Channel          |                                      |                                      |                                      |                                      |                                      |                                      |                                      |                                      |                                      |                                      |                                      |                                      |                                      |